# 阿鲁纳恰尔景颇族

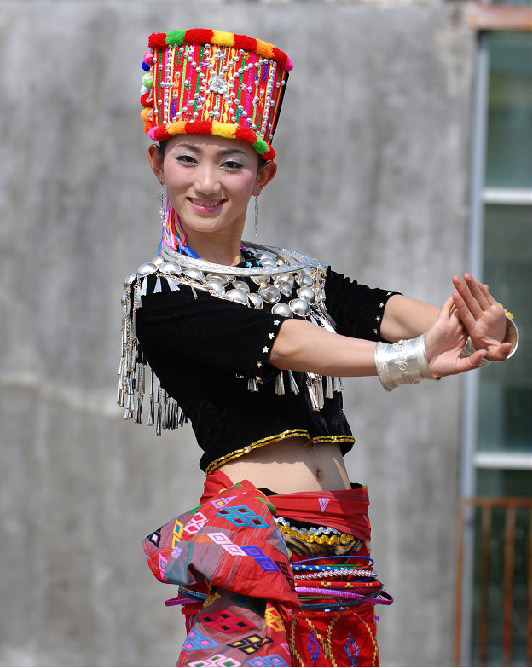
阿魯納恰爾景頗族传统服饰

阿鲁纳恰尔景颇族（Singpho），又稱藏南景頗族，指的是生活在印度實際控制的阿魯納恰爾邦（中國稱藏南地區）一帶的克欽族。現時在阿魯納恰爾邦的劳哈特與昌朗地區，以及緬甸的克欽邦生活。在印度阿薩姆邦的丁苏吉亚地區（Tinsukia）亦有發現阿鲁纳恰尔景颇族人。這些在印度景頗族人合共7200人，散居於12條村莊裡。12條村分別為：低帮(Dibang), 科特同(Ketetong),旁那 (Pangna), 五路普(Ulup), 银色木(Ingthem),芒邦(Mungbhon), 旁桑(Pangsun), 哈萨可(Hasak),卡色(Katha), 比萨(Bisa), 那摩(Namo) 以及困赛(Kumsai)，語言屬於景頗語的阿鲁纳恰尔方言。景颇族在阿鲁纳恰尔邦分为四大支系，它们分别是：山盖（Shangai）, 木阳（Myung）, 卢布让（Lubrung） 和 米瑞普（Mirip）。另外，支系下又有若干部落，这些部落有：贝司撒（Bessa）, 杜法（Duffa）, 鲁特套（Luttao）, 鲁特拖拉（Luttora）, 特萨利（Tesari）, 米瑞普（Mirip）, 落非（Lophae）,路同（Lutong） 和马格让（Magrong）。

## 宗教
傳統上，當地景頗族人與緬甸的同族一樣，都信奉上座部佛教，並於每年慶祝佛誕，以紀念佛陀释迦牟尼的誕生。但近年在傳教士的推動，當地有不少族民已改信基督教。當中的一個原因，是因為緬甸政府實施嚴格的宗教管制，以防止教會人士透過傳教活動來干涉當地內政。為此，教會人士轉移以他們在印度生活的同族人作傳教對象。傳統的佛教徒雖然同時亦信奉地方巫術，但都嚴守素食信條；但改信基督教後，開始食用各種肉類。

## 毒品問題
與緬甸的克欽族一樣，阿鲁纳恰尔景颇族以種植罌粟為生，而吸食鴉片亦成為了當地景頗族的傳統習慣。由於毒品的禍害，使族民人口銳減。根據印度政府比照在1950年的人口統計數據，當地景頗族人口已從最初的五萬人下跌至近年不足一萬人。1995年當印度與緬甸簽訂雙邊自由貿易協定，令兩國間的鴉片交易大幅飈升，亦使當地吸毒個案從1997年起大幅上升，主要集中於Pangsun及Kumsai兩條村內。為購買毒品，不少吸毒者甚至要變賣物業。過往當地吸毒者都採用傳統叫作「Doba」的竹製或木製煙槍，但近年已發現有吸毒者採用靜脈注射方式吸毒。這些吸毒者每次服用的劑量約20公克，但亦有更高用量的報告。而根據其中一條村的發現，當地景頗族人的鴉片都由緬甸邊境的Tangsa景頗族提供。
為了解決當地的毒品問題，印度政府每年都要撥出一定經費來打擊當地的販毒行為，以及協助當地的吸毒者戒毒。現時，在當地販賣毒品可被監禁。而當地的景頗民族議會亦計劃透過宣傳，防止毒品繼續流入印度。

## 外部連結
- Kachin National Organization
- The Kachin of Burma
- Singpho: Victims of India
- Art and crafts of the Singpho （页面存档备份，存于）
- Ethnologue profile（页面存档备份，存于）